# Gunung Tampomas
Gunung Tampomas är ett berg i Indonesien.   Det ligger i provinsen Jawa Barat, i den västra delen av landet, 140 km öster om huvudstaden Jakarta. Toppen på Gunung Tampomas är 1 684 meter över havet, eller 1 109 meter över den omgivande terrängen. Bredden vid basen är 11,5 km.
Terrängen runt Gunung Tampomas är huvudsakligen kuperad. Gunung Tampomas är den högsta punkten i trakten. Runt Gunung Tampomas är det tätbefolkat, med 591 invånare per kvadratkilometer. Närmaste större samhälle är Sumedang Utara, 10,6 km sydväst om Gunung Tampomas. Omgivningarna runt Gunung Tampomas är en mosaik av jordbruksmark och naturlig växtlighet.